# Jürgen Grässlin

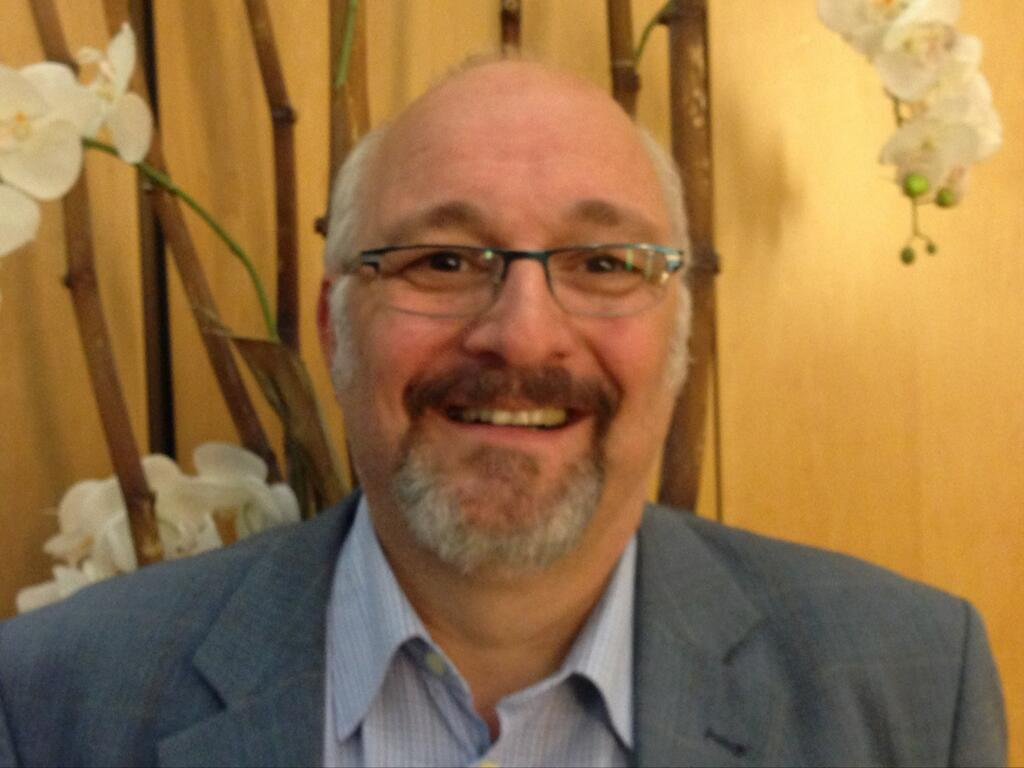
Jürgen Grässlin (2013)

Jürgen Grässlin (* 18. September 1957 in Lörrach) ist ein deutscher Publizist und Friedensaktivist.
Er gilt seit den 1990er Jahren als Rüstungsgegner und veröffentlichte zahlreiche Sachbücher zur Automobil- und Rüstungsindustrie sowie zur Bundeswehr. Er ist einer der Sprecher der Deutschen Friedensgesellschaft – Vereinigte KriegsdienstgegnerInnen (DFG-VK).

## Leben
1960 zog Grässlins Familie nach Freiburg im Breisgau, wo er nach dem Abitur an der dortigen Pädagogischen Hochschule studierte. Das Studium wurde 1978 durch den Grundwehrdienst unterbrochen, den er jedoch nach fünf Monaten (formal „aus gesundheitlichen Gründen“) abbrach. 1982 trat er in den Realschuldienst.
Ab 1983 engagierte sich Grässlin gegen Waffentransfers von Heckler & Koch (H&K) und anderen Rüstungsunternehmen und gründete 1989 am H&K-Hauptsitz Oberndorf am Neckar das Rüstungs-Informationsbüro Oberndorf (RIO). Mit seinem Umzug nach Freiburg ging das RIO in das 1992 von ihm mitbegründete RüstungsInformationsBüro (RIB e. V.) über. Anfangs als RIB-Vorsitzender und heute als RIB-Vorstandsmitglied tritt Grässlin für den Stopp aller Rüstungsexporte ein. RIB beherbergt mittlerweile ein umfangreiches Archiv zu Rüstungsproduktion und -exporten, das für die Friedensbewegung auch militärische Fachinformationen erschließt.
Grässlin ist verheiratet, Vater zweier Kinder und lebt in Freiburg.

## Autor
Seit Mitte der 1990er Jahre veröffentlichte Grässlin mehrere Bücher über die Rüstungsindustrie. „Den Tod bringen Waffen aus Deutschland“ (1994) und „Versteck dich, wenn sie schießen“ (2003) beschreiben schwerpunktmäßig Rüstungsexporte und Lizenzvergaben von H&K-Waffen in Dritte-Welt-Staaten anhand konkreter Fallbeispiele. Für seine Recherchen zu letzterem Buch folgte Grässlin dem Weg deutscher Waffen in Bürgerkriegsgebiete und führte in Somaliland und in der Türkei 220 Interviews mit Opfern deutscher Gewehrexporte.
1997 veröffentlichte er „Lizenz zum Töten? – Wie die Bundeswehr zur internationalen Eingreiftruppe gemacht wird“ und stellte darin die im gleichen Jahr von ihm ins Leben gerufene internationale Abrüstungsinitiative „Fünf für Frieden“ zur Kürzung der Rüstungsetats um jährlich um mindestens fünf Prozent vor. Dieses unter anderem vom Friedensnobelpreisträger José Ramos-Horta unterstützte Projekt findet heute seine Fortsetzung in der Kampagne „Schritte zur Abrüstung“ der DFG-VK.

## Strafanzeige gegen Heckler und Koch
2010 erstattete Grässlin Strafanzeige gegen H&K, da das Unternehmen 2006 illegal Sturmgewehre des Typs HK G36 in die mexikanischen Unruheprovinzen Chiapas, Chihuahua, Guerrero und Jalisco geliefert haben soll. Die Staatsanwaltschaft Stuttgart eröffnete darauf ein Ermittlungsverfahren gegen Verantwortliche bei H&K und durchsuchte am 21. Dezember 2010 die Geschäftsräume des Unternehmens wegen des Verdachts von „Verstöße[n] gegen das Kriegswaffenkontroll- und gegen das Außenwirtschaftsgesetz“. Zudem legte das Bundeswirtschaftsministerium die Exportgenehmigungen vom H&K für Mexiko vorerst auf Eis.
Ende Februar 2019 verurteilte das Landgericht Stuttgart die Firma zu einer Zahlung von rund 3,7 Millionen Euro. Zwei ehemalige Mitarbeiter wurden zu 17 bzw. 22 Monaten Haft auf Bewährung wegen der „bandenmäßigen Ausfuhr aufgrund erschlichener Genehmigungen“ und der Beihilfe dazu verurteilt. Drei andere Angeklagte, ebenfalls frühere Angestellte, sprach das Gericht in allen Punkten frei.

## Medien-Echo
Grässlins Engagement brachte ihm mediale Aufmerksamkeit: Er wurde beschrieben als „Deutschlands wohl prominentester Rüstungsgegner“ oder „Deutschlands bekanntester Rüstungsgegner“. Reportagen beschrieben ihn auch als „Deutschlands hartnäckigsten Rüstungsgegner“, der „Allein gegen die Waffenindustrie“ kämpfe.

## Parteipolitik
Grässlin war Mitglied von Bündnis 90/Die Grünen. Auf der Landesdelegiertenkonferenz der Grünen Baden-Württemberg in Heidenheim vom 2. bis 4. März 1990 wurde er in den geschäftsführenden Landesvorstand gewählt. Grässlin kandidierte 1994 und 1998 für die Grünen bei den Bundestagswahlen. Nachdem seine Partei dem seiner Ansicht nach „grundgesetz- und völkerrechtswidrigen Kosovo-Kampfeinsatz“ und Rüstungsexporten zugestimmt hatte, trat er dort im Juli 2000 aus und ist seitdem parteilos. Mit der Abkehr von der Parteipolitik verstärkte Grässlin sein Engagement in pazifistischen Organisationen. Seit 1999 ist er einer der Bundessprecher der DFG-VK.

## Automobil- und Rüstungsindustrie
Anfang der 1990er Jahre gründete Grässlin mit anderen den „Dachverband Kritischer AktionärInnen Daimler“ (KAD) und ist seither einer seiner Sprecher. Beginnend mit „Daimler-Benz – Der Konzern und seine Republik“ verfasste Grässlin vier Bücher über den Daimler-Konzern. Für seine Biografie über den langjährigen Daimler-Vorstandsvorsitzenden Jürgen Schrempp recherchierte er weltweit und führte dabei zahlreiche Interviews. Die bisher einzige Biografie über Schrempp wurde in mehrere Sprachen übersetzt und fand internationale Verbreitung.
Für die Biografie „Ferdinand Piëch. Techniker der Macht“ (2000) über den VW-Chef verweigerte dieser jegliche Zusammenarbeit. Grässlin kontaktierte bei seinen Recherchen daraufhin nach eigenen Angaben ehemalige VW-Vorstandsmitglieder, die wegen ihrer Ausscheidungsverträge lediglich auf vertraulicher Basis Auskunft gaben.
Im Jahr 2002 begründete Grässlin mit anderen Friedensaktivisten das „Deutsche Aktionsnetz Kleinwaffen Stoppen“ (DAKS), zu dessen Bundessprechern er bis heute zählt. Das DAKS thematisiert die Unterstützung der deutschen Politik für Exporte von Kleinwaffen und die führende Rolle deutscher Kleinwaffenproduzenten. Mit den finanziellen Erlösen seiner zahlreichen Buchlesungen gründete Grässlin den DAKS-Fonds zur Unterstützung der politischen Arbeit für Opfer des Einsatzes deutscher Kleinwaffen.
DaimlerChrysler versuchte erfolglos, auf das Erscheinen von Grässlins Buch „Das Daimler-Desaster“ (2005) Einfluss zu nehmen. Das Werk erreichte im Frühjahr 2006 den ersten Platz der deutschen Bestsellerlisten für Wirtschaftssachbücher.
Schrempp und Daimler verklagten 2006 Grässlin auf Unterlassung, da dieser Zetsche mit Rüstungsgeschäften auf dem grauen Markt in Verbindung gebracht hatte. Die Klage wurde letztinstanzlich vom Bundesgerichtshof abgewiesen. Im Dezember 2006 erstattete Grässlin seinerseits Strafanzeige gegen Schrempps Nachfolger Dieter Zetsche und andere Daimler-Manager wegen des Verdachts der Falschaussage. Aufgrund der Anzeige wurde gegen einen der Beschuldigten Anklage erhoben, die in zweiter Instanz mit einem Freispruch endete.

## Russischer Überfall auf die Ukraine 2022
Nach dem russischen Überfall auf die Ukraine (etwa drei Wochen danach) forderte Grässlin alle Beteiligten auf, zum Frieden zurückzukehren. Insbesondere müsse die russische Regierung den völkerrechtswidrigen Angriff beenden. Nicht nur Wladimir Putin, sondern auch andere für den Überfall verantwortliche russische Regierungsvertreter und Militärs müssten vor den Internationalen Strafgerichtshof in Den Haag gebracht werden. Waffenlieferungen an die Ukraine würden aber nur zu weiterer Eskalation und Leid führen. Besser wäre es für die ukrainische Bevölkerung, zum gewaltfreien Widerstand überzugehen. Das könne letztlich weniger Opfer bedeuten. „Wie wäre es beispielsweise, wenn Zehntausende weiß gekleideter Frauen und Männer in der Ukraine mit weißen Friedensfahnen die Zufahrtswege in die Städte durch ihre Sitzblockaden versperren würden?“, fragte Grässlin rhetorisch und meinte: „Ich bin mir sicher: Russische Panzerfahrer würden diesen gewaltfreien Widerstand nicht niederwalzen oder zusammenschießen!“
Grässlin ist einer von 69 Erstunterzeichnern des Manifests für Frieden.

## Auszeichnungen
- 2009: Preis für Zivilcourage der Solbach-Freise-Stiftung („für 25 Jahre wagemutigen Widerstand gegen die deutsche Rüstungsindustrie“)
- 2011: Aachener Friedenspreis 2011.[20]
- 2016: Stuttgarter Friedenspreis

## Mitgliedschaften und Funktionen
Funktionen:
- Bundessprecher und vertretungsberechtigtes Vorstandsmitglied der Deutschen Friedensgesellschaft – Vereinigte KriegsdienstgegnerInnen
- Sprecher der Kritischen AktionärInnen Daimler (KDA)[21]
- Sprecher des Deutschen Aktionsnetzes „Kleinwaffen Stoppen“ (DAKS)[22]
- Vorstandsmitglied des RüstungsInformationsBüro e. V. (RiB e. V.)

Mitgliedschaften:
- Amnesty International
- attac
- Deutsche Friedensgesellschaft – Vereinigte KriegsdienstgegnerInnen
- Deutsches Aktionsnetz Kleinwaffen Stoppen
- Gewerkschaft Erziehung und Wissenschaft
- Verband Deutscher Schriftsteller
- Verkehrsclub Deutschland

## Publikationen
- Den Tod bringen Waffen aus Deutschland. Droemer Knaur, München 1994, ISBN 3-426-80029-2.
- Daimler-Benz. Der Konzern und seine Republik. Droemer Knaur, München 1995, ISBN 3-426-80064-0.
- Lizenz zum Töten? Wie die Bundeswehr zur internationalen Eingreiftruppe gemacht wird. Droemer Knaur, München 1997, ISBN 3-426-80081-0.
- Jürgen E. Schrempp. Der Herr der Sterne. Droemer, München 1998, ISBN 3-426-27075-7.
- Ferdinand Piëch. Techniker der Macht. Droemer, München 2000, ISBN 3-426-27182-6.
- Versteck dich, wenn sie schießen. Die wahre Geschichte von Samiira, Hayrettin und einem deutschen Gewehr. Droemer Knaur, München 2003, ISBN 3-426-27267-9.
- Das Daimler-Desaster. Vom Vorzeigekonzern zum Sanierungsfall? Droemer, München 2005, ISBN 3-426-27267-9.
- Abgewirtschaftet?! Das Daimler-Desaster geht weiter. Knaur Tb., München 2007, ISBN 3-426-77977-3.
- Schwarzbuch Waffenhandel. Wie Deutschland am Krieg verdient. Heyne, München 2013, ISBN 978-3-453-60237-3. (Rezension bei Zeit Online)
- mit Daniel Harrich und Danuta Harrich-Zandberg: Netzwerk des Todes: Die kriminellen Verflechtungen von Waffenindustrie und Behörden. Heyne 2015, ISBN 978-3-453-20109-5.
- Einschüchtern zwecklos. Unermüdlich gegen Krieg und Gewalt – was ein Einzelner bewegen kann, Heyne, München 2023, ISBN 978-3-453-60630-2
- mit Konstantin Wecker: Wie Lichter in der Nacht. Menschen, die die Welt verändern. Ein Mutmachbuch, Heyne Verlag, München 2024, ISBN 978-3-453-21891-8